# Babeta
Babeta (varianta je také Babette) je ženské křestní jméno francouzského původu. Vzniklo zkrácením jména řeckého původu Barbora, odvozeného od slova barbaros, což znamená „barbarka, cizinka“. Také mohlo vzniknout zkrácením hebrejského jména Alžběta (Elíšébah), s významem „bůh je má přísaha“.
Podle českého kalendáře má svátek 4. prosince.

## Babeta v jiných jazycích
- Slovensky: Babeta
- Francouzsky, německy, anglicky: Babette
- Maďarsky: Babett